# Kawaba
Kawaba (川場村?) è un villaggio giapponese della prefettura di Gunma.